# Joey Tribbiani
Joseph "Joey" Francis Tribbiani, Jr. är en fiktiv person i de amerikanska tv-serierna Vänner och Joey som spelas av Matt LeBlanc.
Joey är gängets största livsnjutare. Hans största passioner i livet är kvinnor, mat och smörgåsar. Han har sju systrar, varav en är Gina Tribbiani i tv-serien Joey. Han hänger inte alltid med när vännerna säger svåra ord. Därför köper han en gång V-delen av ett uppslagsverk. Han kämpar sig igenom sin dröm i hopp att bli skådespelare, vilket oftast går ganska dåligt. Det händer att han har får stora chanser, eller genombrott, men då förstör han det genom att klanta till det, som att försova sig, glömma bort, eller haka upp sig på småsaker som retar regissörer och manusförfattare. Det leder till att han får sparken. Hans största roll var som Dr Drake Ramoray i såpoperan Days of our Lives.

## Joeys arbeten
| Vänner- avsnitt | Arbete                                                 |
| --------------- | ------------------------------------------------------ |
| 106             | Sigmund Freud i pjäsen FREUD!                          |
| 106             | Al Pacinos bak                                         |
| 109             | Modell för affischer om sexuellt överförbara sjukdomar |
| 110             | Tomtehjälpreda                                         |
| 202             | Försäljare för parfymen Bijan for men                  |
| 210–218         | Dr Drake Ramorey i tv-serien Days of our Lives         |
| 221             | Döende man i Outbrake 2                                |
| 223             | Databehandlare på Chandlers jobb                       |
| 304             | Kevin i reklam för Milk Master 2000                    |
| 307             | Lärare i såpoperaskådespeleri                          |
| 310             | Julgransförsäljare                                     |
| 319-322         | Victor i pjäsen Boxing Day                             |
| 411             | Guide på Ross museum.                                  |
| 414             | Film med Charlton Heston                               |
| 504             | Volontär                                               |
| 519             | Roll i Law and Order                                   |
| 522             | Huvudrollen i Shutter Speed                            |
| 604             | Döende man                                             |
| 612             | Servitör på Central Perk                               |